# The 700 Club
The 700 Club är ett TV-program. Det är Christian Broadcasting Networks (CBN) viktigaste program. Programmet hade premiär 1966 och sänds på vardagar. Det innehåller  nyhetsrapportering, reportage, intervjuer, politisk kommentar och kristet innehåll. Från början leddes programmet av Jim Bakker. Dess mest kände programledare är Pat Robertson som ledde det under flera decennier fram till 2021. Efter Robertsons pensionering leds det oftast av Gordon Robertson tillsammans med Terry Meeuwsen. Andra programledare är Wendy Griffith och Ashley Key. Nyhetsankare är bl.a. John Jessup och Efrem Graham, 
Robertson köpte sin TV-station 1960. Efter ekonomiska svårigheter sände de ett program där de samlade in donationer. Målet var att 700 medlemmar skulle donera $10 per månad, vilket skulle räcka för att få kanalen att gå runt ekonomiskt. Robertson kallade dessa medlemmar för "700 Club". 1966 började programmet sändas varje kväll och innehöll musik, predikningar, bön, bibelstudier och intervjuer. Programledare var Jim Bakker. Bakker och hans fru Tammy Faye lämnade CBN 1972 och hjälpte till att grunda Trinity Broadcasting Network (TBN) innan de grundade sitt eget TV-program, The PTL Club. Robertson tog över som programledare och ändrade också innehållet. Med tiden har det också kommit att innehålla politiska diskussioner och kommentarer. Programmet företräder värdekonservatism i linje med den kristna högern. Det är också mycket vänligt inställt till Israel.
Sedan 1990-talet finns det också en asiatisk variant, The 700 Club Asia, som sänds från Filippinerna.
2017 lanserade CBN Faith Nation, ett halvtimmeslångt dagligt nyhetsprogram. Vissa reportage syns både i Faith Nation och The 700 Club.